# Продан Максим Володимирович
Максим Володи́мирович Про́дан (нар. 13 лютого 1993, Рингач, Чернівецька область) — український професійний боксер. Дворазовий Інтернаціональний чемпіон IBF з боксу у напівсередній ваговій категорії (66.670 кг) (2019 рік).
За свою кар'єру переміг 18 бійців. Кандидат у майстри спорту України (2011 рік).

## Молоді роки
Народився в селі Рингач, Новоселицький район, Чернівецька область, Україна.
Батьки родом з України: мати народилася в Чернівецькій області (село Рингач), а батько родом із Грозинців. З дитинства Максим займався боксом.
Закінчив школу в місті Новоселиця (2008 рік) та Кам'янець-Подільський ліцей з посиленою військово-фізичною підготовкою (2010 рік). Здобув кваліфікацію бакалавра фізичного виховання на факультеті фізичної культури та здоров'я людини Чернівецького національного університету імені Юрія Федьковича (2014 рік).
В 2014 році переїхав в провінцію Бовізіо-Машіаго, Італія, де проживає і зараз.

## Спортивна кар'єра
У 12 років переїхав жити до тітки в районний центр, де і з'явилася можливість займатися боксом. В Україні боксував на обласних, всеукраїнських, а пізніше і міжнародних турнірах — в результаті, в 18 років став кандидатом у майстри спорту з боксу.
Навчався в спортивному клубі СК «Боян-Колос» з 2007 по 2012 рік. Провів 60 боїв, одержав 50 перемог.
У 22 роки відбувся перший бій у професіональному боксі — переміг угорця нокаутом. У підсумку, якщо не враховувати єдину нічию, що трапилася через травму руки, 14 поєдинків завершив достроково.
8 березня 2019 року здобув пояс — IBF International в поєдинку проти бельгійця Стіва Джамі.

## Особисте життя
Одружений, має доньку.